# Abdar
Abdar era o título dado a um dignitário da corte da Pérsia, que tinha por função servir a água ao monarca e de a guardar num cântaro selado a fim de que não a envenenarem.